# Réserve nationale de faune du Lac-Mississippi
La réserve nationale de faune du Lac-Mississippi (anglais : Mississippi Lake National Wildlife Area) est une aire protégée du Canada et l'une des 10 réserves nationales de faune de la province de l'Ontario au Canada. Cette réserve de 2,35 km2 située à la confluence de la rivière Mississippi et du lac Mississippi. Elle superpose le refuge d'oiseaux du Lac Mississippi, l'un des 92 refuges d'oiseaux migrateurs du Canada, qui a une superficie de 4,3 km2.

## Historique
En 1959, cette zone devint un refuge d'oiseaux migrateurs.
En 1968, les premiers terrains furent achetés.
En 1971, le lieu est devenu une réserve nationale de faune.

## Description
La réserve nationale de faune du Lac-Mississippi s'étend sur un marécage constitué de roseaux, de limon boueux et de débris végétaux sur lesquels les oiseaux établissent leur nid. Ce biotope est protégé par une péninsule du reste du lac Mississippi.
Un grand nombre de mammifères, d'oiseaux, de reptiles et d'amphibiens ont trouvé refuge dans cette réserve.

## Flore
Le marécage est entouré de forêts dans lesquelles poussent le cèdre, le cornouiller, l'érable, le frêne, l'orme et le saule.
Poussent également autour du marécage, le riz sauvage, le roseau.

## Faune
Parmi les oiseaux viennent nombreux nicher à cet endroit et peuvent se nourrir du riz sauvage qui pousse dans ce lieu. Parmi les oiseaux, on a recensé le balbuzard pêcheur, le grand Héron, la marouette de Caroline, le râle de Virginie, le carouge à épaulettes, le butor d'Amérique, le martin pêcheur et une variété de canards (la sarcelle à ailes bleues, le canard colvert et le canard noir).
Les mammifères comprennent le cerf de Virginie, la loutre de rivière, le porc-épic, le rat musqué et de petits rongeurs tels le campagnol et la musaraigne.
Les reptiles comprennent la Tortue serpentine (Chelydra serpentina) et la tortue peinte.

## Partenariats
Les partenaires de la réserve nationale de faune sont :
- Le ministère des Richesses naturelles de l'Ontario ;
- Le Service canadien de la faune — Ontario ;
- Le Service canadien de la faune ;
- Le Réseau d'aires protégées d'Environnement Canada ;
- Pêches et Océans Canada,
- Parcs Canada.